# Farul Comisiei Europene a Dunării de la Sulina
Farul Comisiei Europene a Dunării de la Sulina (deutsch Leuchtturm der Europäischen Donaukommission von Sulina) ist ein Leuchtturm (rumänisch Farul) und Kulturdenkmal in Rumänien.

## Beschreibung
Das Bauwerk, bestehend aus dem 17,7 m hohen Turm und einem Haus für die Leuchtfeuerwärter, wurde 1870 im Auftrag der Europäischen Donaukommission in Sulina errichtet. Die Stadt lag damals direkt am Schwarzen Meer und das Leuchtfeuer bezeichnete die Ansteuerung des Sulinaarms, den mittleren und schiffbaren Mündungsarm der Donau. Durch Sedimentation hat sich die Mündung jedoch immer weiter nach Osten verlagert und das Leuchtfeuer verlor an Bedeutung. Aus diesem Grund wurde es 1983 durch einen neuen Leuchtturm, den Farul nou de la Sulina, ersetzt.